# Patrick Knaff
Patrick Knaff, né le 5 octobre 1958 à Sfax et mort le 16 mars 2006 à Doussard, est un ancien journaliste sportif de France Télévisions.

## Biographie
Il nait à Sfax le  5 octobre 1958. Né d'un père français militaire et d'une mère grecque, il vit ensuite en Allemagne et étudie au lycée Turenne de Fribourg en Brisgau. Patrick Knaff est titulaire d'une maîtrise de langue et littérature anglaise et américaine obtenue en 1983, suivie l'année suivante d'une maîtrise d'information et de communication à l'université de Lyon. Il parlait couramment l'anglais, l'allemand, l'autrichien et le grec et maîtrisait assez bien l'espagnol.
Il commence sa carrière de journaliste à Antenne 2 dans l'émission Stade 2 dans les années 1980, puis à FR3 Lyon, FR3 Grenoble, la station lyonnaise de Radio France et le magazine Montagne de FR3 national puis revient sur Stade 2 et France 2.
Amputé d'une jambe à la suite d'un accident de mobylette à l'âge de 16 ans causé par un chauffard arrivant en sens inverse. Il devient par la suite membre de l'équipe de France de ski handisport. Il participe aux Jeux paralympiques en 1976, 1980 et 1984 et à de nombreux championnats du monde où il gagne plusieurs médailles mondiales. Il est également l'auteur du record du monde du kilomètre lancé sur un ski, réalisé aux Arcs le 16 avril 1988 (188 km/h)[réf. nécessaire]. Sa carrière sportive est menée en parallèle de sa carrière de journaliste.
Dans ses loisirs, il pratiquait régulièrement la boxe, le sport automobile, la moto, le golf, le parapente et le parachutisme où il risqua à plusieurs reprises de perdre sa dernière jambe.

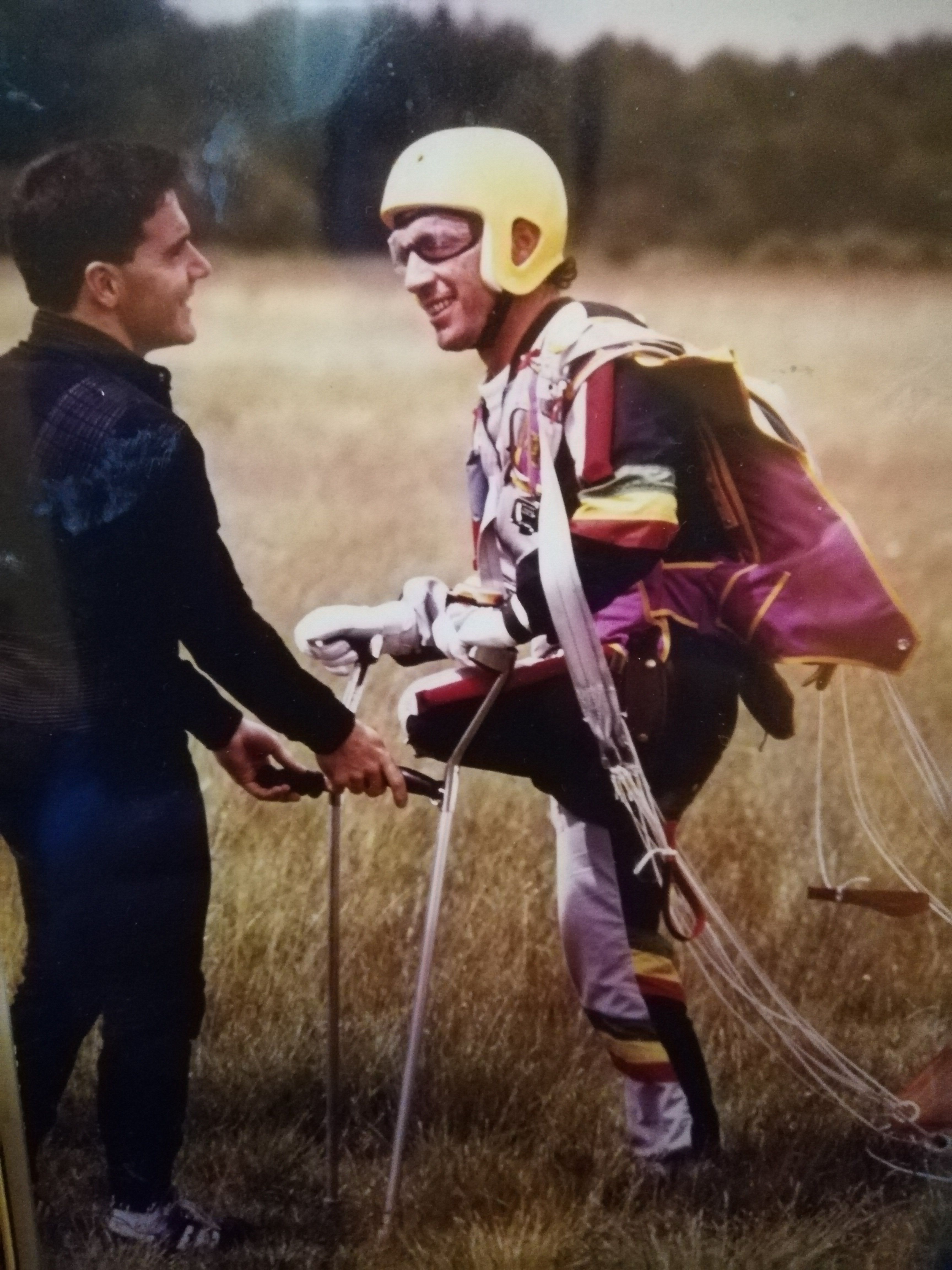
atterrissage sur une jambe

De 1992 à 2000, il se spécialise dans les sports équestres et la gymnastique. Il réalise des reportages sur le parachutisme et le sport automobile également. Il couvre de nombreuses olympiades d'hiver comme d'été : Barcelone en 1992, Atlanta en 1996, Sidney en 2000, Athènes en 2004, Sarajevo en 1984, Calgary en 1988, Albertville en 1992, Lillehammer en 1994, Nagano en 1998, Salt Lake City en 2002 et Turin en 2006.
En 2002, il commente les Jeux olympiques d'hiver de 2002 à Salt Lake City en compagnie de Christophe Josse. Le 7 mars 2005, il est élu président de la société des journalistes des sports de France Télévision (SJSF), succédant à Laurent Jaoui. En 2006, il commente au côté de Luc Alphand des épreuves de ski alpin aux Jeux olympiques d'hiver de 2006 à Turin et notamment l'épreuve reine : la descente, qui voit le Français Antoine Dénériaz devenir champion olympique. Il s'agit alors de ses derniers commentaires à la télévision.
Il décède le jeudi 16 mars 2006 des suites d'une embolie pulmonaire. Il est enterré depuis au cimetière de Doussard en Haute-Savoie.